# Caisse d'Epargne 2010
Questa voce raccoglie le informazioni riguardanti la Caisse d'Epargne nelle competizioni ufficiali della stagione 2010.

## Stagione
Avendo licenza da UCI ProTeam, la squadra ciclistica spagnola ha diritto di partecipare alle gare del Calendario mondiale UCI 2010, oltre a quelle dei circuiti continentali UCI.

## Organico

### Staff tecnico
GM=General manager; DS=Direttore sportivo.
|  | Naz.                 | Ruolo | Sportivo            |  |  |  |
|  | -------------------- | ----- | ------------------- |  |  |  |
|  | Spagna (bandiera)    | GM    | Eusebio Unzué       |  |  |  |
|  | Spagna (bandiera)    | DS    | José Luis Jaimerena |  |  |  |
|  | Spagna (bandiera)    | DS    | Alfonso Galilea     |  |  |  |
|  | Francia (bandiera)   | DS    | Yvon Ledanois       |  |  |  |
|  | Australia (bandiera) | DS    | Neil Stephens       |  |  |  |

### Rosa
|  | Naz.                   |  | Sportivo            | Anno |  |  |
|  | ---------------------- |  | ------------------- | ---- |  |  |
|  | Costa Rica (bandiera)  |  | Andrey Amador       | 1986 |  |  |
|  | Spagna (bandiera)      |  | David Arroyo        | 1980 |  |  |
|  | Italia (bandiera)      |  | Marzio Bruseghin    | 1974 |  |  |
|  | Spagna (bandiera)      |  | Juan José Cobo      | 1981 |  |  |
|  | Portogallo (bandiera)  |  | Rui Costa           | 1986 |  |  |
|  | Francia (bandiera)     |  | Arnaud Coyot        | 1980 |  |  |
|  | Francia (bandiera)     |  | Mathieu Drujon      | 1983 |  |  |
|  | Spagna (bandiera)      |  | Imanol Erviti       | 1983 |  |  |
|  | Spagna (bandiera)      |  | José Vicente García | 1972 |  |  |
|  | Spagna (bandiera)      |  | José Iván Gutiérrez | 1978 |  |  |
|  | Francia (bandiera)     |  | Arnold Jeannesson   | 1986 |  |  |
|  | Bielorussia (bandiera) |  | Vasil' Kiryenka     | 1981 |  |  |
|  | Spagna (bandiera)      |  | Pablo Lastras       | 1976 |  |  |
|  | Spagna (bandiera)      |  | David López García  | 1981 |  |  |
|  | Spagna (bandiera)      |  | Alberto Losada      | 1982 |  |  |
|  | Spagna (bandiera)      |  | Ángel Madrazo       | 1988 |  |  |
|  | Francia (bandiera)     |  | Christophe Moreau   | 1971 |  |  |
|  | Spagna (bandiera)      |  | Luis Pasamontes     | 1979 |  |  |
|  | Spagna (bandiera)      |  | Francisco Pérez     | 1978 |  |  |
|  | Francia (bandiera)     |  | Mathieu Perget      | 1984 |  |  |
|  | Spagna (bandiera)      |  | Rubén Plaza         | 1980 |  |  |
|  | Spagna (bandiera)      |  | José Joaquín Rojas  | 1985 |  |  |
|  | Spagna (bandiera)      |  | Luis León Sánchez   | 1983 |  |  |
|  | Colombia (bandiera)    |  | Mauricio Soler      | 1983 |  |  |
|  | Colombia (bandiera)    |  | Rigoberto Urán      | 1987 |  |  |
|  | Spagna (bandiera)      |  | Alejandro Valverde  | 1980 |  |  |
|  | Spagna (bandiera)      |  | Xabier Zandio       | 1977 |  |  |

## Ciclomercato
| Marzio Bruseghin  | Lampre          |
| Juan José Cobo    | Fuji-Servetto   |
| Christophe Moreau | Agritubel       |
| Rubén Plaza       | Liberty Seguros |
| Mauricio Soler    | Barloworld      |

| Anthony Charteau  | Bbox Bouygues Tel. |
| Daniel Moreno     | Omega Pharma       |
| Óscar Pereiro     | Astana             |
| Marlon Pérez      | svincolato         |
| Nicolas Portal    | Sky                |
| Joaquim Rodríguez | Katusha            |

## Palmarès

### Corse a tappe
ProTour
- Tour Down Under

5ª tappa (Luis León Sánchez)
- Tour de Suisse

8ª tappa (Rui Costa)
- Vuelta a España

9ª tappa (David López García)
10ª tappa (Imanol Erviti)
Continental
- Circuit de la Sarthe

1ª tappa (Luis León Sánchez)
Classifica generale (Luis León Sánchez)
- Volta ao Algarve

5ª tappa (Luis León Sánchez)

### Corse in linea
ProTour
- Clásica San Sebastián (Luis León Sánchez)

Continental
- Trofeo Dejà (Rui Costa)

### Campionati nazionali
Strada
- Campionati portoghesi

Cronometro (Rui Costa)
- Campionati spagnoli

In linea (José Iván Gutiérrez)
Cronometro (Luis León Sánchez)

## Classifiche UCI

### Calendario mondiale UCI
Individuale
Piazzamenti dei corridori della Caisse d'Epargne nella classifica individuale del Calendario mondiale UCI 2010.
| Pos. | Ciclista           | Punti |
| ---- | ------------------ | ----- |
| 4    | Luis León Sánchez  | 403   |
| 35   | David Arroyo       | 132   |
| 68   | Pablo Lastras      | 74    |
| 92   | José Joaquín Rojas | 46    |
| 94   | Rubén Plaza        | 46    |
| 99   | Rigoberto Urán     | 40    |
| 139  | Imanol Erviti      | 16    |
| 140  | David López García | 16    |
| 165  | Vasil' Kiryenka    | 10    |
| 191  | Rui Costa          | 6     |
| 210  | Christophe Moreau  | 4     |
| 238  | Marzio Bruseghin   | 2     |
| 241  | Mathieu Perget     | 2     |

Squadra
La Caisse d'Epargne ha chiuso in nona posizione con 701 punti.